# Callistosporium vinosobrunneum
Callistosporium vinosobrunneum é uma espécie de fungo agárico da família Tricholomataceae.  Descrita pela ciência em 2011, a espécie é encontrada apenas nas montanhosas florestas úmidas do Havaí, em espécifico na ilha Havai e em Kauai.

## Taxonomia
A espécie foi descrita cientificamente pela primeira vez pelos micologistas Dennis Desjardin e Don Hemmes em 2011, numa publicação do jornal Mycologia. Desjardin coletou o espécime do holótipo em Kauai, no Parque Estadual de Kōkeʻe, em janeiro de 2009. O epíteto específico "vinosobrunneum" refere-se à escura cor marrom-avermelhada dos corpos frutíferos.

## Habitate distribuição
C. vinosobrunneum cresce solitariamente para se espalhar sobre a madeira podre de árvores de folhas perenes, conhecida como Metrosideros polymorpha. A espécie é endêmica das ilhas de Havaí e Kauai.